# Pteris crassiuscula
Pteris crassiuscula là một loài thực vật có mạch trong họ Pteridaceae. Loài này được Ching & Chu H. Wang miêu tả khoa học đầu tiên năm 1959.